# Hendrik Davids
Hendrik Davids (* 3. Februar 1953 in Münster; † 26. Januar 2024 ebenda) war ein deutscher Krimiautor.
Davids studierte Germanistik, Anglistik und Publizistik an der Westfälischen Wilhelms-Universität in Münster. Er war promovierter Germanist und mehr als 25 Jahre lang als wissenschaftlicher Mitarbeiter sprachwissenschaftlicher Forschungsprojekte tätig.
Seit 2004 war Davids als Schriftsteller tätig und veröffentlichte in seiner Münsteraner Krimireihe fünf Bücher.

## Veröffentlichungen
Sprachwissenschaft
- Studien zu den substantivischen Bibelglossen des Clm 19440 aus Tegernsee. Ein Beitrag zur Erforschung der Bibelglossatur M. 459 Seiten mit 2 Abb., Studien zum Althochdeutschen Band 40, Göttingen: Vandenhoeck & Ruprecht 2000
- Sprachlos – aus der Arbeit einer klinischen Linguistin, in: Der Sprachdienst Nr. 5/1996, S. 158–159

Belletristik
a) Krimiserie
- Der Fluch der ‚Madonna‘. Münster-Thriller 1, Münster: ImPrint Verlag 2004, ISBN 978-3-93653-603-4.
- Die Tochter der Domina. Münster-Thriller 2, Münster: ImPrint Verlag 2005, ISBN 978-3-93653-604-1.
- Die Göttin der letzten Tage. Münster-Thriller 3, Münster: ImPrint Verlag 2007, ISBN 978-3-93653-606-5.
- Henkersnacht über der Aa. Münster-Thriller 4, Münster: ImPrint Verlag 2008, ISBN 978-3-93653-620-1.
- Schinderhannes von Lamberti. Münster-Thriller 5, Münster: ImPrint Verlag 2010, ISBN 978-3-93653-639-3.

b) Sonstiges
- Jenseits vom Flammenkreuz. Die schicksalhafte Suche einer jungen Frau nach Spuren der Vergangenheit. Roman, Münster: ImPrint Verlag 2017, ISBN 978-3-94559-704-0.
- Deborah. Im Herzen ein Mädchen, Münster: ImPrint Verlag 2018. ISBN 978-3-945597-06-4